# 愛媛汽船
愛媛汽船株式会社（えひめきせん）は、愛媛県今治市の海運会社。

## 概要
1942年12月、海運統制令に基づく企業統合として、今治周辺の海運業者により、愛媛汽船統制組合が結成された。1946年に愛媛汽船組合と改称、1949年7月、海上運送法の公布に合わせて愛媛汽船株式会社が設立された。終戦直後は木造船のみで運航していたが、1959年に初の鋼船である「うきしろ」（111総トン）を建造、1965年にはフェリー化第一船として「みしま丸」（107総トン）を建造、以後毎年のように新船を導入した。
1983年12月に因島大橋の開通により、尾道 - 因島間が廃止となった後、1988年の伯方・大島大橋開通による航路再編で、芸予観光フェリー（現在の芸予汽船）・大三島ブルーラインに航路と船舶を譲渡して運航を終えたが、2社の株主のほか、所有する「愛媛汽船松山ビル」のテナント業などで存続している。

## 航路
- 今治 - 友浦（大島） - 木浦（伯方島） - 岩城 - 佐島 - 弓削 - 土生（因島） - 田熊（因島） - 重井（因島） - 尾道
- 今治 - 大三島 - 木江
- 今治 - 熊口 - 瀬戸

## 船舶
1983年12月の因島大橋開通による尾道 - 因島間廃止前は今治 - 尾道航路に「第十六愛媛」「第十二愛媛」「第十愛媛」「第十八愛媛」「第十七愛媛」「第十五愛媛」が、今治 - 大三島 - 木江航路には「第二愛媛 (2代)」「第三愛媛 (2代)」、「第五愛媛」が、今治 - 熊口 - 瀬戸航路には、今治 - 尾道航路の6隻のうち1隻がローテーションで配船されていた。このほか、「第八愛媛」が予備船として在籍した。
- 第一愛媛

1968年竣工、松浦造船鉄工建造、1977年に興居島汽船に売船、1996年にフィリピンへ売却
- 第二愛媛 (初代)

1968年竣工、松島観光汽船へ売却「松島」として就航
- 第七愛媛

1969年竣工、九島農協フェリーへ売却「第三十一くしま」として就航
- 第八愛媛

1969年竣工、1983年売却、三和商船で就航
- 第三愛媛 (初代)

1970年竣工、備南船舶工業建造
- 第五愛媛

1971年竣工、備南船舶工業建造、1988年売却、松島観光汽船「フェリーまつしま (初代)」として就航
- 第十五愛媛

1972年竣工、備南船舶工業建造、1988年売却
- 第十七愛媛

1974年竣工、備南船舶工業建造、1988年売却、天草フェリーライン「フェリーくま川」として就航
- 第十八愛媛

1975年竣工、1988年売却、九島農協フェリー「第三十八くしま」として就航
- 第十愛媛

1977年竣工、1988年に芸予観光フェリーへ移籍、1990年に江崎海陸運送へ売却「フェリー第八江崎」となる
- 第十二愛媛

1978年竣工、大浦船渠建造、1988年に大三島ブルーラインへ移籍「みしま丸」となる。1990年に九島農協フェリーに売却「第八くしま」となり、えひめ南汽船への移管を経て2016年の航路廃止まで運航。
- 第十六愛媛

1979年竣工、中谷造船建造、1988年に大三島ブルーラインへ移籍「きのえ丸」となる。1999年に松島観光汽船へ売却「フェリーまつしま (2代)」となる
- 第三愛媛 (2代)

1981年竣工、中谷造船建造、1988年に芸予観光フェリーへ移籍、1999年に海外売船
- 第二愛媛 (2代)

1981年竣工、神原造船建造、1988年に芸予観光フェリーへ移籍、1999年に海外売船